# Galeritini
Los galeritinos (Galeritini) son una tribu de coleópteros adéfagos  perteneciente a la familia Carabidae. 

## Géneros
Tiene los siguientes géneros:
- Ancystroglossus
- Eunostus
- Galerita
- Trichognathus